# 鈴木敏行
鈴木 敏行（すずき としゆき、1891年（明治24年）5月14日 - 1967年（昭和42年）9月8日）は、大日本帝国陸軍軍人。最終階級は陸軍少将。

## 経歴
1891年（明治24年）に海軍軍医・鈴木重道の三男として東京府で生まれた。陸軍士官学校第23期、陸軍大学校第33期卒業。1935年（昭和10年）8月1日に陸軍砲兵大佐に進級し、野砲兵第4連隊長に着任した。1937年（昭和12年）9月7日に第108師団参謀長に転じ、日中戦争に出動したが、10月22日には第1軍兵器部長に転じた。
1938年（昭和13年）7月に陸軍少将に進級。1939年（昭和14年）3月9日に留守第8師団司令部附となり、4月15日に待命、4月30日に予備役に編入された。1942年（昭和17年）2月に召集され、対馬要塞司令官に就任した。1943年（昭和18年）6月に西部軍兵器部長に転じ、1945年（昭和20年）2月1日に西部軍管区兵器部長兼第16方面軍兵器部長を経て、7月16日に陸軍兵器行政本部附陸軍兵器学校附となった。
1947年（昭和22年）11月28日、公職追放仮指定を受けた。